# Jason Garfield
Jason Garfield (Norwalk, Connecticut, 9 augustus 1974) is een Amerikaans jongleur en entertainer en oprichter van de World Juggling Federation.

## Biografie
Garfield begon op zijn elfde met jongleren. Zijn doel op dat moment was om een betere jongleur te worden dan zijn broer David, wat hem een paar dagen later lukte. In 1988 won hij de juniorcompetitie van de IJA. Vanaf 1990 stopte hij met jongleren en leerde hij onder andere piano spelen. Op zijn 22ste pakte hij het jongeren weer op en in 1998 en 2002 won hij de "Individuals Stage competitie" van de IJA.
In 2000 richtte hij de World Juggling Federation op. Deze organiseert competities die uitgezonden worden door het televisienetwerk ESPN. Hij was ook coach van Vova en Olga Galchenko die alom beschouwd worden als het beste jongleursduo ooit.